# وحید عباسوف
وحید عباسوف (سیریلیک صربی: Вахид Абасов؛ زادهٔ ۶ ژوئن ۱۹۹۷) بوکسور روس‌تبار اهل صربستان است.